# Kaiserslautern

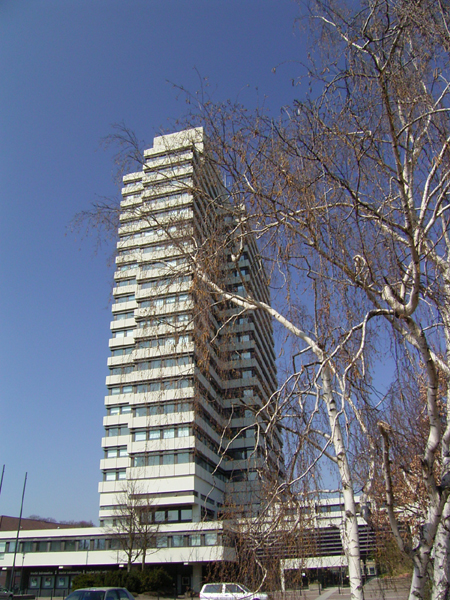
Ratusz

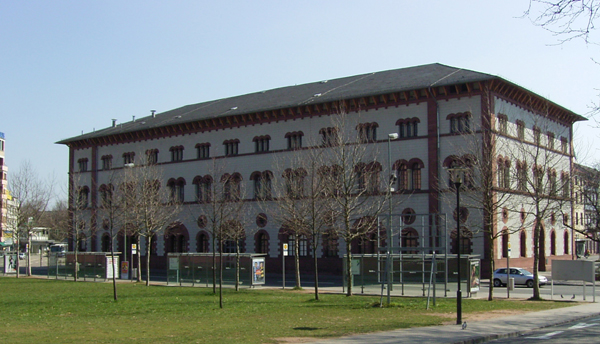
Fruchthalle

Kaiserslautern – miasto na prawach powiatu w południowo-zachodnich Niemczech, w kraju związkowym Nadrenia-Palatynat, siedziba powiatu Kaiserslautern oraz gminy związkowej Kaiserslautern-Süd.
Miasto leży przy autostradzie A6, mniej więcej w połowie drogi między Mannheim a Saarbrücken (ok. 70 km od obu miast), leży na północno-zachodnich obrzeżach Lasu Palatynackiego. Miasto liczy 99 845 mieszkańców (31 grudnia 2018) i jest jednym z większych miast Palatynatu.

## Historia
Miasto zostało założone przez cesarza Fryderyka Barbarossę ok. 1150. Wcześniej, nad znajdującą się tu rzeką Lauter od IX wieku istniał tu dworek myśliwski cesarzy. Fryderyk Barbarossa rozpoczął budowę miasta i do dziś jest mile wspominany. Z tego powodu Kaiserslautern nosi czasem przydomek Die Barbarossastadt (pol. „Miasto Barbarossy”). Prawa miejskie uzyskało w 1276.
W 1794 Kaiserslautern wraz z zachodnią częścią Palatynatu zostało zajęte, a w 1801 formalnie zaanektowane przez Republikę Francuską. Po kongresie wiedeńskim (1815) Palatynat znalazł się w obrębie Królestwa Bawarii.
W 1900 założono popularny klub piłkarski 1. FC Kaiserslautern.
Podczas I wojny światowej francuskie samoloty zbombardowały kilkakrotnie miasto. Po wojnie, do 1930, miasto znajdowało się pod okupacją francuską.
W 1945 miasto zajęły wojska francuskie (podczas walk zniszczono jego sporą część) i Kaiserslautern znalazło się we francuskiej strefie okupacyjnej Niemiec.
W 1970 założono miejscowy uniwersytet (Technische Universität Kaiserslautern), a w 1971 Fachhochschule Kaiserslautern (obecnie Hochschule Kaiserslautern). Od 1 stycznia 2023 uniwersytet techniczny stał się jednym z dwóch kampusów RPTU Kaiserslautern-Landau.

## Herb
Herb miasta stanowi ryba umieszczona pionowo na tarczy składającej się z pionowych pól, kolejno: czerwone, srebrne, czerwone. Tradycja mówi, że Fryderyk Barbarossa był zachwycony ogromną liczbą znajdujących się w Lauter ryb, co dziś wygląda nieco dziwnie, zważywszy, że rzeka jest raczej potokiem nie przekraczającym trzech metrów szerokości.

## Ludność
Miasto liczy 99 275 mieszkańców (31 grudnia 2009). W większości są to rodowici Niemcy, ale sporo osób z zagranicy studiuje na miejscowym uniwersytecie. Dodatkowo, ok. 40 tys. mieszkańców stanowią Amerykanie, zatrudnieni w pobliskiej bazie amerykańskiej w Ramstein Air Base.
W Kaiserslautern niewielką przewagę nad katolikami mają protestanci, głównie ewangelicy. Miasto leży na terenie diecezji Spiry i Ewangelickiego Kościoła Palatynatu.

## Polityka

### Współpraca międzynarodowa
Miejscowości partnerskie:
| - Banja Luka, Bośnia i Hercegowina - Bitola, Macedonia Północna - Brandenburg an der Havel, Brandenburgia - Bunkyō – dzielnica Tokio, Japonia - Columbia, Stany Zjednoczone - Davenport, Stany Zjednoczone - Douzy, Francja | - Guimarães, Portugalia - Igualada, Hiszpania - Newham – dzielnica Londynu, Wielka Brytania - Plewen, Bułgaria - Rotherham, Wielka Brytania - Saint-Quentin, Francja - Silkeborg, Dania |

## Gospodarka
W Kaiserslautern istnieje kilka fabryk, z czego największe to zakłady Opla oraz Pfaff. Tutaj znajduje się również centrala firmy Keiper oraz centrum techniczne, zatrudniające kilkuset wysoko wykwalifikowanych inżynierów. Przedsiębiorstwo zajmuje się rozwojem i produkcją siedzeń samochodowych. Pozostałe dziedziny pracy obejmują usługi finansowe: banki, ubezpieczenia itp.
Liczącym się pracodawcą jest miejscowy uniwersytet.

## Transport
W mieście znajduje się stacja kolejowa Kaiserslautern Hauptbahnhof.
Przez teren miasta przebiega najważniejsza trasa komunikacji samochodowej autostrada A6 z czterema węzłami: Kaiserslautern-Einsiedlerhof, Kaiserslautern-West, Kaiserslautern-Centrum/Dreieck Kaiserslautern i Kaiserslautern-Ost. Ponadto kończy się tutaj autostrada A63 z Moguncji łącząca się z A6 na węźle Dreieck Kaiserslautern.
Również trzy ważne drogi krajowe przecinają miasto: z południa na północ B270, z zachodu na wschód B37 i w kierunku północno-zachodnim dawna B40.

## Oświata i nauka
W latach 1970–2022 było siedzibą Uniwersytetu Technicznego w Kaiserslautern (Technische Universität Kaiserslautern), z którego powstał w 2023 RPTU Kaiserslautern-Landau.
W mieście znajduje się również Hochschule Kaiserslautern (6300 studentów, ok. 150 kadry naukowej) z filiami w Pirmasens i Zweibrücken.

## Atrakcje turystyczne
Kaiserslautern jest miastem położonym w kotlinie, z trzech stron graniczącej z lasami, z czwartej z zakładami przemysłowymi. Lasy są czyste i dobrze utrzymane i świetnie się nadają na spacery bądź wędrówki turystyczne. Nad miastem króluje na wzgórzu Humberg wieża widokowa o tej samej nazwie.
W środku miasta znajduje się najwyższy budynek miasta – ratusz, który jest jednym z dwóch wieżowców urzędowych w mieście (drugi to sąd rejonowy znajdujący się w sąsiedztwie dworca głównego). Na szczycie ratusza znajduje się kawiarnia oraz taras widokowy, skąd można podziwiać panoramę okolicy.
Blisko ratusza znajduje się galeria sztuki, muzeum i Teatr Palatynacki (Pfalztheater), w którym grane są spektakle operowe, musicale, operetki, kabarety, dramaty itd.
W centrum miasta znajduje się hala zbożowa Fruchthalle, wybudowana w latach 1843–1846 w stylu neorenesansowym, wzorowana na Palazzo Medici we Florencji – obecnie służąca jako sala koncertowa i miejsce wydarzeń kulturalnych.
Poza tym w mieście znajduje się dwunawowy kościół św. Marcina (Martinskirche) z XII wieku, gotycki kościół (Stiftskirche) z XIII wieku i ogród botaniczny w japońskim stylu (Japanischer Garten).
Na miejscowym cmentarzu osobną kwaterę zajmują groby żołnierzy poległych podczas I wojny światowej (Niemcy, Francuzi). Istnieje również kwatera żydowska w pobliżu wejścia głównego.

## Sport i rekreacja
Najważniejszym klubem sportowym jest klub sportowy 1. FC Kaiserslautern („1.FCK”). 1.FCK prowadzi m.in. zespoły koszykówki, siatkówki, piłki ręcznej i nożnej. Znany jest przede wszystkim przez sekcję piłki nożnej, która powstała w 1900 roku. Długoletni uczestnik rozgrywek 1. Bundesligi. W sezonie 2022/2023 występował w 3. Lidze.
Klub dzierżawi miejski stadion Fritz-Walter-Stadion, położony w dzielnicy Betzenberg.
W mieście działa też m.in. klub piłki nożnej VfR Kaiserslautern.